# 变更管理 (工程)
系統工程中的變更管理流程，是一種對系統變更的請求、決定可達性、計畫、實施、和評估的過程，主要目的係以一系列相互關聯的因子，來支援變更的處理和可追溯性。

## 緒論
變更管理、變更控制、和形態管理三者間常有重疊和混淆。下列定義仍未整合這些領域：
變更管理能夠帶來改善受影響系統、從而滿足「客戶需求」的好處而被接受。但也為了它潛在混淆和不必要地複雜化變更管理而飽受批評。在某些情況下，特別在資訊科技領域，更多的資金和工作任務被投入於系統維護〈和變更管理〉，而非系統的初始創建。在大型ERP系統初期實施期間的典型企業投資約佔整體預算的15-20%。
同樣的道理，Hinley描述二種雷曼軟體演化法則：
- 持續變更法則：使用的系統必須變更，否則自動變得不那麼有用。
- 增加複雜性法則：透過變更，系統結構變得越來越複雜，需要更多的資源來簡化它。

變更管理在製造領域也非常重要，由於不斷增加的全球性競爭、技術進步、和苛求的客戶，也面臨著許多的變更。許多系統在使用時往往會發生變更和演變，所以這些行業的問題在很多方面都有一定程度的經驗。
註記：在下面的流程中，變更委員應負責不僅僅是接受/拒絕的決策，也要優先考慮變更請求如何批次處理的影響。

## 流程和交付標的
元建模技術常用於有關變更管理流程的描述，圖一為描繪在本節中所解釋的過程數據圖。

### 活動
有六種主要活動共同組成變更管理流程，包括：識別潛在的變更〈Identify potential change〉、分析變更請求〈Analyze change request、評估變更〈Evaluate change〉、規劃變更〈Plan change〉、實施變更〈Implement change〉、審查〈Review〉和變更結案〈close change〉。這些活動由四個不同的角色所執行，詳列於表一。這些活動(或其下屬活動)也詳列於表二。
| 角色       | 說明                                                                                                   |
| ---------- | --- |
| 客戶       | 客戶係遇到問題、或新功能需求而請求變更的角色，可以是個人、或組織實體，可在公司內部或外部要求實施變更。 |
| 專案經理   | 專案經理是變更請求相關的專案的所有者。在某些情況下，會有一位專門的變更經理，在那種情況下承擔這個角色。 |
| 變更委員會 | 變更委員會決定是否實施一個變更請求，有時，此項任務也可由專案經理履行。                                 |
| 變更執行者 | 變更執行者係為規劃、實施變更的人，對於規劃細節有部分由專案經理負責，可能會有爭議。                     |

| 活動           | 下屬活動       | 說明 |
| -------------- | -------------- | --- |
| 識別潛在的變更 | 需要新功能     | 客戶需要新功能，並闡述需求。 |
|                | 遇到問題       | 客戶遇到系統上的問題(例如：程式錯誤)，並導致一件問題報告的後果。 |
|                | 請求變更       | 客戶透過建立一個變更請求，提案變更。 |
| 分析變更請求   | 確定技術可行性 | 專案經理確定變更請求提案的技術可行性，導致一個「變更技術可行性」。 |
|                | 確定成本和效益 | 專案經理確定變更請求提案的成本和效益，導致一個「變更成本和效益」。這和上述的下屬活動可以任何順序完成，彼此獨立。因此，建模為無序的活動。 |
| 評估變更       |                | 基於變更請求，其「變更技術可行性」和「變更成本和效益」由變更委員會作成通過/未通過的決策。這被建模為一個單獨的活動，因為它是一個重要的流程步驟，並且具有執行它的另一個角色。蘭柯‧何姆斯〈Remko Helms〉建議將此建模為一個下屬活動〈沒有任何活動包含它〉 。 |
| 規劃變更       | 分析變更影響   | 在一個「變更影響分析」確定了變更範圍(亦即受變更影響的其他項目)，這個活動導致另一個通過/未通過的決策，或甚至構成「分析變更請求」活動的一部分，可能會有爭議。                                                                                              |
|                | 建立計畫       | 為了實施變更而建立一個變更計畫，一些流程說明〈例如：Mäkäräinen, 2000〉闡明可能「保留」變更，並以批式方式處理這些變更，這個活動可被視為一個好做法。 |
| 實施變更       | 執行變更       | 變更是「被計劃的」，這個活動和普及變更有很強烈的關係，因為系統的其他部分〈甚至其他系統〉有時也需要適應變更。 |
|                | 普及變更       | 由「執行變更」活動而來的變更，必須普及於受其影響的系統其他部分，因為這個與上述下屬活動彼此高度依賴，而被建模為並行活動。 |
|                | 測試變更       | 變更執行者測試其所執行的變更，是否滿足了「變更請求」。如圖所示，這可能導致一個和上述二個下屬活動一起進行的疊代流程。 |
|                | 更新文檔       | 「文檔」更新，以反映實施的變更。 |
|                | 發佈變更       | 一個新的「系統發佈」公開化，以反映實施的變更。 |
| 審查和變更結案 | 驗證變更       | 新的「系統發佈」中的變更實施，由專案經理進行最後一次的驗證。也許這必須在發佈之前發生，但是由於其與文獻資料來源和圖表複雜性相互矛盾的考量，選擇以這種方式進行建模，並包括這個議題。                                                                       |
|                | 變更結案       | 完成這個變更周期，亦即，結束「變更日誌登記」。 |

### 交付標的
除了活動，過程數據圖〈如圖一〉也顯示了每個活動的交付標的，亦即數據。這些交付標的、或概念說明於表三，就此而論，最重要的概念為「變更請求」和「變更日誌登記」。
有些概念是由作者所定義〈亦即缺乏參考文獻〉，因為未能發現〈好〉定義，或者它們明顯是一個活動的結果，這些概念標有星號〈*〉。概念的性質已經被排除在模型之外，因為它們大部分都是微不足道的，圖表可能會很快變得太複雜。因此，一些概念〈例如：「變更請求」、「系統發佈」〉借助由 Weerd 提出的版本控制方法，但是由於圖表複雜性的限制，這也被排除在外。
| 概念           | 說明 |
| -------------- | --- |
| 需求           | 一個組件〈或項目; NASA, 2005〉的必需功能。 |
| 問題報告       | 說明第一級服務台僱員無法解決的問題的文件，包括：日期、報告問題者的連絡資訊、問題的地點和說明、採取的行動和處置 ... 等項目，但是這在圖中並無描述〈Dennis, et al., 2002〉。                                                                                          |
| 變更請求       | 說明請求的變更、以及為何它很重要的文件，可源自「問題報告」、系統強化、其他專案、底層系統的變更、和高層管理者，這裡總結為「需求」〈Dennis, et al., 2002〉。重要的屬性：「通過/未通過決策」，亦即，要執行變更？或不要執行變更？                                      |
| 變更日誌登記*  | 在所有變更〈例如：為了一個專案〉的集合中的不同輸入，是由「變更請求」、「變更技術可行性」、「變更成本和效益」、「變更影響分析」、「變更計畫」、「測試報告」、「變更驗證」所組成。如果這個過程被提前終止〈亦即，如果變更沒有執行〉，並非所有這些項目都必須包含在內。 |
| 變更技術可行性 | 這個概念表明是否「可靠的硬體和軟體、技術資源能夠滿足提案系統的需要〈亦即，變更請求〉、並在需要的時間內可藉由組織獲得、或開發」〈Vogl, 2004〉。 |
| 變更成本和效益 | 實施所需的預期工作、和實施變更所帶來的優勢（如節約成本，增加收入），也被稱為經濟可行性〈Vogl, 2004〉。 |
| 變更影響分析   | 評估變更的程度〈Rajlich, 1999〉。 |
| 變更計畫       | 「為實現某些目標、或實現某種目的（亦即，變更）而採取的計劃、方法、或設計」（Georgetown University, n.d.）, 在這種情況下就是變更。 |
| 項目           | 「用於表示任何產品的非特定術語，包括系統、子系統、組件、下屬組件、部件、套件、附屬件、電腦程式、電腦軟件或部件」（Rigby, 2003），具有〈重疊的〉子類型：「新增項目」和「變更項目」。                                                                                |
| 新增項目*      | 不言自明：一個新創建的「項目」；「項目」的子類型。 |
| 變更項目*      | 不言自明：一個已經存在，但已被改變的「項目」；「項目」的子類型。 |
| 測試報告       | 「說明對（受變更影響的〉系統或組件進行測試的實施和結果的文件」（IEEE, 1991〉。 |
| 文檔           | 根據賓夕法尼亞州立大學圖書館（2004）的定義，文件是「附有其他材料（通常非書本）的印刷材料，並說明、給出使用說明、或以其他功能作為主要材料的指南」。在這方面，它也可以是數位材料、甚至是訓練教材，只要和系統（或部分的系統〉關連。                                   |
| 系統發佈       | 「出售或公開展示的商品」（Princeton University, 2003），由一個或多個「項目」、和隨附的文檔所組成。 |
| 變更驗證       | 確認變更實施的結果，是否滿足早先所建立的要求（Rigby, 2003）。 |

除了「變更」之外，還可以區分偏差和豁免。偏差是在一個項目創建之前偏離其需求的授權（或其請求）。 豁免本質上是相同的，但是在項目的創建期間、或創建後。 這兩種方法可視為簡約的變更管理（亦即，對當前的問題沒有真正的解決方案）。

### 範例
在軟體開發可找到運作中變更管理流程的好範例。用戶通常會報告錯誤、或希望從其軟體程式中獲得新功能，從而導致變更請求。然後，軟體產品公司將探究實施這一變更的技術和經濟可行性，從而決定變更是否真的實現。如果確實如此，則必須透過使用功能點來規劃變更。變更的實際執行，會導致電腦程式的創建或更改，並且在普及這個變更時，可能會導致其他程式碼片段也發生變更。在初步測試結果看起來令人滿意之後，可以將文檔與軟體一起更新並發布。最後，由專案經理驗證變更，並在變更日誌中登記結案。
在這裡所處理的變更管理的另一個典型範圍，就是製造業領域。以一輛汽車的設計和生產為例，如果在長距離駕駛後發現車輛安全氣囊自動填充空氣，這毫無疑問會導致顧客投訴（或者在測試階段所期望的問題提報）。反過來，這些會產生一個變更請求（見右圖二），這可能會證明變更是合理的。 儘管如此，還是要做一個最簡單的成本和效益分析，然後才能批准變更請求。在分析對汽車設計和生產時程的影響之後，就可創建實施變更的計劃。依據這個計劃，這個變更實際上是可以實現的。隨後在這個新版汽車被公開發布之前，有望得到徹底的測試。

## 在工業廠房
由於復雜流程對於即使是小變更也非常敏感，所以對工業設施和流程的變更的適當管理，被認為是安全的關鍵。美國職業安全與衛生管理局（OSHA）制定了指導如何進行變更和記錄的相關規定。主要的需求是由一個多學科小組對一個提案的變更進行徹底審查，以確保盡可能多的觀點被用來最大限度地減少發生危害的機會。在這種情況下，變更管理被稱為「變更的管理」（MOC），它只是流程安全管理許多要素之一，第 1910.119(l).1節。